# أور خان أيبك
اور خان أيبك ((بالبنغالية: আউর খান আইবক)‏، (بالفارسية: اورخان آيبك)) كان مغتصبًا لحكم البنغال (لاخناوتي) في عهد السلطان المملوكي التتمش.استمر حكمه في عام 1236 قبل أن يتم الإطاحة به فعليًا وحل محله طغرل طوغان خان

## سيرة شخصية
كان اور خان أحد رجال الحاشية الملكية لسيف الدين أيبك، حاكم البنغال. وقد وُصف خان بأنه " تركي شديد الجرأة والتهور"، وقام باغتيال سيف الدين في عام 1236 وتولى السلطة في مقاطعة لخناوتي.  ويشتبه في أنه رأى هذه الفرصة لأن السلطان التتمش قد مات حديثاً. طالب حاكم بيهار (طغرل طوغان خان) آور خان بتسليم مقاطعة لاخناوتي إلى سلطنة دلهي. قاتلوا في معركة بين مدينة لاخناوتي وقلعة باسكوت. اور خان هُزِم وقتل. طغرل بدوره تولى السلطة في كل من البنغال وبيهار، كحاكم للسلطان. 